# 布鲁诺·比尼
布鲁诺·比尼（Bruno Bini ，1954年10月1日—）是一名前法国足球領隊，曾执教法国国家女子足球队（2007-2013）和中國国家女子足球队（2015-2017）。 在他的带领下，法国国家女子足球队曾在2011年國際足協女子世界盃和2012年夏季奥林匹克运动会上获得第四名。